# Amy Winehouse
Amy Jade Winehouse (14. rujna 1983. − 23. srpnja 2011.) bila je britanska pjevačica i tekstopisac poznata po svojim jakim vokalima i eklektičnom miksu glazbenih žanrova koji su uključivali R&B, soul i jazz.
Njezin debitantski album, Frank, od strane kritike u Velikoj Britaniji bio je vrlo uspješan te nominiran za Mercury Prize. Sljedeći album, Back to Black, nominiran je u čak šest kategorija prestižne nagrade Grammy, a osvojio je njih 5 čime je izjednačen rekord najviše osvojenih Grammyja neke pjevačice u jednoj noći. S tim uspjehom Winehouse je postala prva britanska pjevačica koja je osvojila pet Grammyja, uključujući čak tri od četiri "najvažnija": najbolja nova pjevačica, najbolja snimka godine i najbolja pjesma godine. 14. veljače 2007. osvojila je BRIT nagradu za najbolju britansku pjevačicu, a također je bila nominirana i u kategoriji najboljeg britanskog albuma. Tri je puta osvojila nagradu Ivor Novello: prvu 2004. godine za pjesmu Stronger Than Me, drugu 2007. godine za pjesmu Rehab, a treću 2008. godine za pjesmu Love is a Losing Game.
Amy Winehouse umrla je od trovanja alkoholom 23. srpnja 2011. godine. Njezin album Back to Black kasnije je postao najprodavaniji album u novom mileniju do danas u Velikoj Britaniji.

## Rani život
Winehouse je rođena u Chase Farm Hospital na Gordon Hillu, četvrti londonske općine Enfild u sjevernom dijelu Velikog Londona, u židovskoj obitelji.
Amy je bila od roditelja Mitchella Winehousea, taksiste i Janis Winehouse (rođena Seaton) farmaceutkinje. Imala je starijeg brata Alexa rođ. 1979. godine.
Mnogi Amyini ujaci bili su profesionalni jazz glazbenici, a njena baka po ocu, Cynthia, bila je pjevačica i hodala je s engleskim jazz saksofonistom Ronniejem Scottom. Ona i Amyini roditelji utjecali su na Amyin interes za jazz i bili su njezin izvor zanimanja za jazz glazbu.
U dobi od devet godina, njezina baka Cynthia predložila je da Amy upiše Susi Earnshaw Theatre School kako bi usavršila svoj glas. Godinu dana kasnije Winehouse je osnovala rap skupinu Sweet 'n' Sour s prijateljicom iz djetinjstva Juliette Ashby. U Earnshaw School Amy ostaje četiri godine prije nego odlazi na daljnju naobrazbu u Sylvia Young Theatre School gdje je, navodno, izbačena u dobi od 14 godina zbog toga što se nije mogla prilagoditi i zbog bušenja nosa. S ostalom djecom iz Sylvia Young Theatre School nastupila je u epizodi The Fast Show 1997. godine. Kasnije je pohađala još i BRIT School u Selhurstu te Southgate School i Ashmole School.

## Glazbena karijera

### Rana karijera
Winehouse je svoju prvu gitaru dobila u dobi od 13 godina, a glazbu je počela pisati godinu dana poslije. Vrlo ubrzo počela je i raditi, a poslovi su uključivali showbizz novinarku uz pjevanje s lokalnom grupom "Bolsha Band". Njezin tadašnji dečko, pjevač soula Tyler James, poslao je njezinu demosnimku u studio, a Winehouse je potpisala za Simon Fuller's 19 Management 2002. godine. Dok je bila u razvojnom procesu od strane kompanije, Winehouse je bila strogo čuvana tajna. Njezin budući menadžer, Darcus Beese, sasvim slučajno je čuo njezino pjevanje dok mu je menadžer Lewinson Brothersa pokazivaju nove produkcije svojih klijenata na kojima je Winehouse bila vokal. Nakon što je upitao tko je pjevačica, menadžer mu je odgovorio da ne smije reći pa se Beese upustio u istraživanje koje je trajalo nekoliko mjeseci dok naposljetku nije otkrio o kome se radi. Do tog je trenutka Winehouse već snimila nekoliko pjesama i potpisala izdavački ugovor s EMI. Kroz izdavaštvo razvila je poslovnu suradnju s producentom Salaamom Remijem.
Beese je upoznao Winehouse sa svojim šefom, Nickom Gatfieldom koji je dijelio njegov entuzijazam što se tiče Winehouse i eventualnog potpisivanja poslovnog ugovora. Winehouse je potpisala za Island/Universal dok su se druge kompanije istodobno borile za nju. Beese je izjavio da smatra da se tolika bitka vodila oko Winehouse zbog njezinog netipičnog izgleda kao pop zvijezde i to u vrijeme kada su Reality TV glazbeni showovi preplavljali ekrane.
Najveća ljubav Amy Winehouse bile su ženske skupine iz 60-tih. Svoju vrlo prepoznatljivu frizuru i šminku posudila je od popularne glazbene skupine The Ronettes.

### Početak uspjeha
Njezin debitantski album, Frank, izdan je 20. listopada 2003. godine. Uglavnom produciran od strane Salaama Remija, na mnogim pjesmama osjetio se utjecaj jazza, a osim dvije pjesme sve ostale napisala je Winehouse. Album je primio pozitivne kritike i donio usporedbe njezinog glasa sa Sarah Vaughan, Macy Gray i drugima.
2004. godine album je ušao na top ljestvice u Velikoj Britaniji, a također je bio nominiran za BRIT nagrade u kategoriji najbolje solo pjevačice. Dostigao je platinasto izdanje. Kasnije u 2004. godini, Winehouse je osvojila nagradu Ivor Novello skupa sa svojim producentom Salaamom Remijem za pjesmu Stronger Than Me. Album se također našao na uskoj listi za nagradu Mercury Music Prize. Iste godine nastupila je na festivalu u Glastonburyju kao i na V festivalu. Nakon izdanja albuma, Winehouse je izjavila da je s albumom zadovoljna samo 80%, budući je studio zahtijevao stavljanje nekih pjesama i mixova koji se njoj nisu sviđali.

### Međunarodni uspjeh
U kontrastu s njezinim ranijim albumom na koji je utjecaj imao jazz, Winehouse se za sljedeći album fokusirala na ženske glazbene skupine 50-tih i 60-tih godina prošlog stoljeća. Unajmila je sastav Dap-Kings, pjevačice iz New Yorka Sharon Jones, koji su joj pomogli u studiju i na turneji. U svibnju 2006. godine njezini singlovi You Know I'm No Good i Rehab počeli su se puštati na njujorškom radiju East Village. To su bile jedne od prvih pjesama koje su se počele puštati u eteru, a koje će završiti na njezinom sljedećem albumu. Taj album koji je uključivao 11 novih pjesama u cijelosti je produciran od strane Salaama Remija i Ronsona. Ronson je u intervjuu 2010. godine izjavio da je volio raditi s Winehouse zato što je bila iskrena svaki put kad se nije slagala s njegovim radom. Uskoro je uslijedila i promocija albuma Back to Black, a u listopadu 2006. godine službena web stranica Amy Winehouse ponovno je aktivirana te je sadržavala prije neobjavljene pjesme. Album Back to Black izdan je u Velikoj Britaniji 30. listopada 2006. godine. Nekoliko puta zasjeo je na prvo mjesto najprodavanijih britanskih albuma, a u SAD-u je došao na sedmo mjesto Billboardove top 200 ljestvice. Bio je najprodavaniji album u Velikoj Britaniji 2007. godine, prodan u preko 1.85 milijuna primjeraka.
S albuma je skinuto nekoliko singlova. Prvi single koji je bio pušten s albuma je bila stvar Rehab koja je i Velikoj Britaniji i SAD-u ušla u top 10. Časopis Time proglasio ju je najboljom pjesmom 2007. godine. Kritičar Josh Tyrangiel napisao je: "Nemoguće je da vas njezina originalnost ne zavede." Drugi single pušten s albuma u siječnju 2007. godine dosegnuo je prvo mjesto u SAD-u, a radilo se o pjesmi You Know I'm No Good. U Velikoj Britaniji dosegnuo je 18. mjesto. U travnju 2007. godine pušten je i treći single, stvar Back to Black te dosegnuo 25. mjesto u Velikoj Britaniji, ali je bio puno popularniji u ostatku Europe. Kao singlovi također su puštene i pjesme Tears Dry on Their Own, Love is a Losing Game i Just Friends, ali niti jedna od njih nije uspjela ponoviti isti nivo uspjeha kao prethodnice.
Deluxe izdanje albuma Back to Black izdan je 5. studenog 2007. godine u Velikoj Britaniji. Bonus disk uključivao je rijetke izvedbe uživo, kao i pjesmu Valerie. Istog dana u prodaju je pušten i njezin DVD I Told You I Was Trouble: Live in London, a 13. studenog izdan je u SAD-u. Taj DVD uključuje nastup uživo u Shepherds Bush Empire kao i 50-minutni dokumentarac o njezinoj karijeri u protekle četiri godine. Album Frank izdan je u SAD-u 20. studenog 2007. godine uz pozitivne kritike. Debitirao je na 61. mjestu Billboardove top 200 ljestvice. Uz svoj vlastiti album, Winehouse je imala kolaboracije s drugim pjevačima. Tako je otpjevala vokal u pjesmi Valerie na Ronsonovom solo albumu. Pjesma je dosegnula drugo mjesto u Velikoj Britaniji nakon što je izdana u listopadu kao single. Ista je pjesma nominirana za BRIT nagradu 2008. godine u kategoriji najboljeg britanskog singla. Također je snimila pjesmu s bivšom pripadnicom skupine Sugababes, Mutyjom Buenom, B Boy Baby koja je izdana 17. prosinca 2007. godine. Bio je to četvrti single s Bueninog prvog solo albuma, Real Girl.

### Nastavak uspjeha i priznanja
Do kraja godine, Winehouse je osvojila brojna priznanja i nagrade. 2008. godine osvojila je prestižnu nagradu Grammy u kategorijama najbolje snimke, najbolje pjesme i najbolje ženske pop izvođačice, a sve za pjesmu Rehab, dok je njezin album Back to Black bio nominiran u kategoriji albuma godine te osvojio nagradu u kategoriji najboljeg pop vokalnog albuma. S producentom Markom Ronsonom podijelila je Grammyja u kategoriji producenta godine (u kategoriji ne-klasične glazbe). Također je osvojila Grammyja za najboljeg novog izvođača. Osvajanje sveukupno pet nagrada Grammy svrstalo je Winehouse u Guinnessovu knjigu rekorda za 2009. godinu za najviše osvojenih Grammy nagrada neke britanske pjevačice. Putem satelitskog prijenosa tijekom dodjele nagrada izvela je pjesme You Know I'm Not Good i Rehab, budući joj je odobrenje za vizu za putovanje u SAD došlo prekasno. Rekla je: "Ovo je za London zbog toga što Camden trenutno gori", referirajući se na tadašnji požar koji se dogodio u Camdenu. Nakon dodjele Grammyja, prodaja albuma naglo je skočila i katapultirala ga na drugo mjesto Billboardove top 200 ljestvice u SAD-u. 13. siječnja 2008. godine, album Back to Black nalazio se treći tjedan zaredom na Billboardovoj europskoj ljestvici.
Posebno deluxe izdanje albuma Back to Black nalazio se na vrhu britanskih ljestvica 2. ožujka 2008. godine. Originalno izdanje albuma tada se nalazilo na 30. mjestu, nakon punih 68 tjedana provedenih na ljestvici, dok se album Frank nalazio na 35. mjestu. Do 12. ožujka album je prodan u 2.467.575 milijuna primjeraka od čega je 318.350 primjeraka prodano samo u posljednjih 10 tjedana što je album svrstalo u 10 najbolje prodavanih albuma 21. stoljeća u Velikoj Britaniji. 7. travnja album Back to Black nalazio se šesti tjedan zaredom (i trinaesti tjedan sveukupno) na europskoj ljestvici najprodavanijih albuma. Back to Black sveukupno je bio sedmi najbolje prodavani glazbeni album u svijetu 2008. godine.
Na dodjeli nagrada Ivor Novello 2008. godine, Winehouse je postala prva glazbenica koja je primila dvije nominacije u kategoriji najbolje pjesme - za glazbu i riječi. Osvojila je nagradu za pjesmu Love is a Losing Game, a bila nominirana za pjesmu You Know I'm Not Good. Pjesma Rehab, pobjednica u kategoriji najbolje pjesme 2006. godine, također je primila nominaciju, ovaj puta u kategoriji najbolje prodavanog britanskog singla. Winehouse je također bila nominirana i za MTV Europe Award. 78-minutni DVD naziva Amy Winehouse - The Girl Done Good: A Documentary Review pušten je u prodaju 14. travnja 2008. godine. Dokumentarni film sadržava intervjue sa svima onima koji su je poznavali od djetinjstva i koji su joj pomogli u stvaranju karijere, kao i eksperata jazz glazbe i specijalista za glazbenu i pop kulturu. U anketi provedenoj u SAD-u u ožujku 2009. godine, jedna petina ispitanika odgovorila je da su slušali pjesme Amy Winehouse u prethodnoj godini.

### Posljednji projekti
Winehouse i Mark Ronson doprinijeli su coveru "It's My Party" Lesleyja Gorea za album Quincyja Jonesa Q Soul Bossa Nostra koji je objavljen 9. studenog 2010. godine. Winehouse i bubnjar ?uestlove iz skupine The Roots pristali su oformiti novu glazbenu skupinu. Problemi s vizom odugovlačili su zajednički rad još neimenovane glazbene grupe. Producent Salaam Remi već je počeo s kreativnim radom na novom materijalu s Winehouse kao dio tog projekta. Prema pisanju novina, studio Universal Music stiskao je Winehouse oko novog materijala još u 2008. godini. Prema tom istom izvještaju, Winehouse još od 2. rujna nije uopće dolazila u studio. Rečeno je da ima obveze za turneje i da će se, čak ako se novi album brzo snimi, moći izdati tek za godinu dana. U listopadu glasnogovornik Amy Winehouse izjavio je da pjevačica nije dobila rok za svoj treći album za koji je već počela učiti svirati bubnjeve.
Tijekom svog boravka u St. Luciji 2009. godine, Winehouse je radila na novim stvarima s producentom Salaamom Remijem. Studio Island tvrdio je da će novi album izaći do 2010. godine, a jedan od njegovih predsjednika Darcus Beese rekao je: "Čuo sam par demopjesama koje su me oborile s nogu". U srpnju 2010. godine Winehouse je izjavila da će njezin novi album izaći do kraja siječnja 2011. godine: "Bit će to sličan album kao i drugi s puno jukebox stvari koje su... naprosto jukebox". U srpnju 2010. godine Mark Ronson izjavio je da nije niti započeo snimati album.
Njezina posljednja glazbena snimka bio je duet s američkim pjevačem Tonyjem Bennettom za njegov posljednji album Duets II koji je izdan 20. rujna 2011. godine. Njihov singl s tog albuma, Body and Soul objavljen je 14. rujna 2011. godine na MTV-u i VH1-u, dan kad je pjevačici trebao biti 28. rođendan. Njezin otac, Mitch Winehouse, pokrenuo je zakladu The Amy Winehouse Foundation s ciljem podizanja svjesnosti i potpore organizacijama koje pomažu ranjivim mladim ljudima s problemima o ovisnosti. Sredstva od pjesme Body and Soul bit će uplaćena u zakladu. Sama pjesma osvojila je prestižnu glazbenu nagradu Grammy za najbolji pop duo 12. veljače 2012. godine. Mitch Winehouse je umjesto svoje kćeri pokupio nagradu sa svojom suprugom Janis i rekao: "Ne bi trebali biti ovdje. Naša draga kćer bi trebala biti ovdje. Takve su nam valjda životne karte."
U dnevnom showu Jona Stewarta 29. rujna 2011. godine pjevač Bennet je izjavio: "Vjerovao sam da je Amy u nevolji u vrijeme dok smo snimali pjesmu zbog toga što se nije pojavila na nekoliko sastanaka. Ali ono što tada ljudi nisu shvaćali jest to da je ona svega toga bila svjesna. Čak niti ja nisam znao ništa dok smo snimali pjesmu. Znala je da neće preživjeti. I nisu bile u pitanju droge. Za sve je kriv alkohol... I sve je to bilo jako tužno, jer je ona bila jedina pjevačica za koju sam oduvijek smatrao da pjeva "stvarno"... Bila je velika jazz pjevačica. Istinska pjevačica."
Album s prije neobjavljenim materijalom imena Lioness: Hidden Treasures objavljen je 6. prosinca 2011. godine.

## Utjecaj na glazbenu industriju
Britanska pjevačica Adele je izjavila da je uspjeh Amy Winehouse u SAD-u olakšao njezin glazbeni put i put njezine kolegice, također britanske pjevačice Duffy. Američka pjevačica Lady Gaga rekla je da je Winehouse utrla put za njezin uspon na vrhove svjetskih glazbenih ljestvica. Naravno, koristila se metaforičkom analogijom, objašnjavajući da je Winehouse olakšala put nekonvencionalnim ženama u njihovom usponu. Autor enciklopedije "Rhythm & Blues and Soul" Sebastian Danchin koristi se izrazom "Winehouse fenomen" u objašnjavanju ponovnog oživljavanja soul glazbe od početka 2000-tih naovamo. Danchin je citirao Raphaela Saadiqua, Anthonyja Hamiltona i Johna Legenda rekavši: "Amy Winehouse stvorili su ljudi koji su željeli stvoriti marketinški udar. Pozitivna strana svega toga je da se publika upoznala s ovom vrstom glazbe i da je ona utjecala na kasnije izvođače. Renovirali su kompletan žanr, potpuno odbacivši staromodni aspekt".
Izdavanjem albuma Back to Black i pojavljivanjem pjevačice Lily Allen časopis The Sunday Times okarakterizirao je pojavu termina "godine žena", budući je 2009. godine čak pet pjevačica bilo nominirano za Mercury Prize. Nakon što je album izdan, izdavačke kuće tražile su ženske izvođačice sličnog zvuka, neustrašivog i eksperimentalnog izgleda. Adele i Duffy pripadaju drugom valu izvođačica koje su slične Amy Winehouse. Treći val čine izvođačice VV Brown, Florence and the Machine, La Roux i Little Boots. U veljači 2010. godine reper Jay Z izjavio je da je Winehouse odgovorna za ponovno revitaliziranje britanske glazbe: "Velika snaga dolazi iz Londona ovih dana, što je odlično. Sve je to krenulo još od Amy." U ožujku 2011. godine novine New York Daily News objavile su članak o neprestanom dolasku britanskih pjevačica koje su postigle uspjeh u SAD-u, a za sve se smatrala odgovornom upravom Winehouse. Glazbeni urednik magazina Spin, Charles Aaron izjavio je: "Amy Winehouse bila je Nirvana trenutak za sve te djevojke. U svima njima može se pronaći nešto nje, od njihovog stava, muzičkog stila pa sve do izgleda". Menadžer Billboarda, Keith Caulfield rekao je: "Pjevačice Adele i Duffy tu su zbog Amy".

## Nastupi uživo
Winehouse je paralelno s izdavanjem albuma Back to Black započela turneje. U rujnu i studenom 2006. godine nastupila je nekoliko puta, uključujući nastup za dobrotvorne koncerte u Union Chapelu. 31. prosinca 2006. godine Winehouse se pojavila u Hollandovoj Annual Hootenanny i otpjevala I Heard It Through the Grapevine Marvina Gayea zajedno s Paulom Wellerom i Hollandovim Rhythm and Blues orkestrom. Također je izvela i Monkey Man. Od veljače 2007. godine započela je sa serijom od 14 nastupa. Na njegovo traženje, Bruce Willis ju je najavio na dodjeli filmskih nagrada MTV-a 2007. godine gdje je izvela svoju pjesmu Rehab. Organizatori dodjele bili su nervozni, jer je samo par sati prije nastupa Winehouse otišla na izlet u Las Vegas. Tijekom ljeta 2007. godine, Winehouse je nastupila na različitim festivalima uključujući i britanski Glastonbury festival, te festivale u Chicagu i Baltimoreu.
Međutim, njezine prave turneje nisu prolazile dobro. U studenom 2007. godine u Birminghamu publika ju je izviždala. Glazbeni kritičar iz Birmingham Maila napisao je: "To je bila jedna od najtužnijih večeri moga života... Vidio sam iznimno talentiranu glazbenicu koja je u suzama teturala po pozornici i, što je neoprostivo, psovala publiku." Ostali koncerti završili su na sličan način: primjerice, nakon koncerta u Hammersmith Apollo obožavatelji su rekli da je "pjevačica izgledala nadrogirano kroz čitav nastup". 27. studenog 2007. godine Winehouse je izjavila da će svi njezini koncerti i ostali javni nastupi biti otkazani do kraja godine, jer je odlučila poslušati savjet liječnika i odmoriti se.
20. veljače 2008. godine Winehouse je održala nastup na dodjeli BRIT nagrada gdje je otpjevala pjesme Valerie s Markom Ronsonom te Love Is a Losing Game. Natjeravala je publiku da "napravi malo buke za mog Blakea". U Parizu je održala nastup koji je okarakteriziran kao "vrlo dobar 40-minutni set", a koji je poslužio za otvaranje Fendi butika. Iako su je njezin otac, menadžer i ostali članovi koncertnog tima pokušali odgovoriti od nastupa na festivalu u Portugalu 2008. godine, ona je tamo ipak nastupila. Iako je kasnila s nastupom i imala problema s glasom, publika ju je toplo dočekala, a ona je, uz svoj aranžman, otpjevala još dvije posebne pjesme. Winehouse je također nastupila i na proslavi 90. rođendana Nelsona Mandele u London Hyde Park 27. lipnja, a sljedeći dan ponovno na festivalu u Glastonburyju. 12. srpnja nastupila je na Oxegen festivalu koji je bio pozitivno ocijenjen, a već sljedećeg dana otpjevala je 14 pjesama u "T in the Park". 16. kolovoza pjevala je u Staffordshireu na V festivalu, a sljedećeg dana u Chelmsfordu. Organizatori festivala tvrdili su da pjevačica okuplja najveći broj publike, a sama publika izrazila je miksane kritike na njezine nastupe. 6. rujna Winehouse je nastupila na Bestivalu, a nastup je okarakteriziran kao uglađen set pjesama koji je završio s pjevačicom koja je doslovno odjurila s pozornice. Njezin kasni dolazak utjecao je na skraćivanje njezinog nastupa zbog policijskog sata.
U svibnju 2009. godine, Winehouse se vratila nastupom na jazz festivalu u Saint Luciji koji je bio popraćen velikim pljuskom i tehničkim poteškoćama. Tijekom nastupa koji je trajao sat vremena, Winehouse je bila nestabilna na nogama i imala je problema s riječima samih pjesama. Ispričala se publici što je "dosadna", a svoj set završila je odlaskom s pozornice usred pjevanja pjesme. Oduševljenoj publici na V festivalu 23. kolovoza, Winehouse je pjevala skupa s grupom The Specials njihove pjesme You're Wondering Now i Ghost Town.
U srpnju 2010. godine otpjevala je pjesmu Valerie s Markom Ronsonom na filmskoj premijeri. Iako je pjevala glavni dio, svejedno je zaboravila dio teksta. U listopadu je otpjevala četiri pjesme prilikom promotorske turneje njezine nove modne linije. U prosincu 2010. godine nastupila je na 40-minutnom koncertu u Moskvi. Među gostima koncerta bili su i ruski tajkuni te tamošnje showbizz zvijezde. Tajkuni su sami birali pjesme koje će Winehouse pjevati.
Tijekom siječnja 2011. godine nastupila je pet puta u Brazilu. 11. veljače 2011. Winehouse je skratila svoj nastup u Dubaiju nakon što ju je publika izviždala s pozornice. Sama pjevačica djelovala je umorno i nezainteresirano tijekom nastupa.
18. lipnja 2011. godine Winehouse je započela svoju europsku turneju, a prva postaja bila je Beograd. Lokalni mediji njezin su nastup ocijenili skandaloznim i katastrofalnim, a sama pjevačica izviždana je s pozornice zbog toga što je djelovala previše alkoholizirano za nastup. Navodno se nije mogla sjetiti imena grada u kojem nastupa niti riječi pjesama koje je trebala otpjevati, a također nije znala niti imena članova svog sastava kad ih je upoznavala s publikom. Lokalni mediji također su javili da je Winehouse bila natjerana da nastupi od strane svojih vlastitih tjelohranitelja koji joj čak nisu dozvolili niti da ode s pozornice kad je to pokušala. Nakon toga otkazala je nastupe u Istanbulu i Ateni koji su bili na rasporedu već sljedećeg tjedna. 21. lipnja službeno je objavljeno da je otkazala kompletnu europsku turneju i da će uzeti koliko god bude potrebno vremena da se dovede u red.
Njezin posljednji javni nastup dogodio se u Camdenu, u Londonu 20. srpnja 2011. godine kad je nastupila kao gost iznenađenja na pozornici kako bi podržala svoje kumče, Dionne Bromfield, koja je pjevala pjesmu Mama Said sa skupinom The Wanted.

## Osobni život
Budući da su je paparazzi pratili i fotografirali gdjegod su stigli, Winehouse je uspjela dobiti nalog koji je glavnoj paparazzi agenciji i njezinim zaposlenicima zabranjivala fotografiranje i praćenje. Ostalim fotografima također je zabranjeno praćenje na manje od 100 metara razdaljine od njezinog doma, te fotografiranje Winehouse ili njezine obitelji i prijatelja u njihovim domovima. Prema članku objavljenom u novinama, izvori bliski pjevačici rekli su da je nalog dobiven zbog zabrinutosti za njezinu sigurnost i sigurnost njezinih najbližih.

### Ljubavne veze
Winehouse se viđala s kuharom i glazbenikom Alexom Clareom (poznatim i pod imenom Alex Claire) 2006. godine u vrijeme dok nije razgovarala sa svojim bivšim/sadašnjim dečkom i budućim suprugom Blakeom Fielderom-Civilom. Clare je prodao svoju priču o vezi s Amy magazinu News of the World koji ju je objavio pod nazivom Bondage Crazed Amy Just Can't Beehive in Bed.
Udala se za Fieldera-Civila (rođenog u kolovozu 1978. godine), bivšeg asistenta video produkcije, 18. svibnja 2007. godine u Miami Beachu na Floridi. Fielder-Civil bio je maloljetnik koji je ispao iz škole Bourne Grammar i sa 16 godina se preselio u London. U intervjuu iz lipnja 2007. godine Winehouse je priznala da ponekad zna biti nasilna prema njemu nakon što puno popije te izjavila: "Ako kaže samo jednu stvar koja mi se ne sviđa, udarim ga." U kolovozu 2007. godine izašle su njihove fotografije na kojima su oboje krvavi i puni modrica na ulicama Londona nakon navodne svađe premda je ona kasnije izjavila da si je rane sama nanijela. Glenn Sacks, američki zagovornik prava muškaraca, osudio je Winehouse zbog njenog – kako ga je on nazvao – »hvalisanja« o zlostavljanju supruga, ustvrdivši kako bi (u sličnom slučaju) »muški zlostavljač bio odmah pritvoren, stigmatiziran i ocrnjen«.
Njihovi roditelji javno su isticali svoju zabrinutost za par, govoreći o svojim strahovima da bi njih dvoje zajedno mogli počiniti samoubojstvo, a otac Fieldera-Civila je išao toliko daleko da je pokušao pokrenuti bojkot među obožavateljima njezine glazbe. Fielder-Civil je citiran u britanskom tabloidu gdje je izjavio da ju je navukao na kokain i heroin. Tijekom posjeta Mitcha Winehouse u zatvoru u srpnju 2008. godine, Fielder-Civil je navodno izjavio da će se oboje razrezati kako bi skratili muku odvikavanja od ovisnosti.
U razdoblju od 21. srpnja 2008. do 25. veljače 2009. godine Fielder-Civil se nalazio u zatvoru zbog optužbe o ometanju istrage i nanošenja teških tjelesnih ozljeda s namjerom. U incidentu koji se dogodio u srpnju 2007. godine napao je vlasnika lokala te mu slomio čeljust. Prema tužiteljstvu, vlasnik lokala prihvatio je 200 tisuća dolara mita u zamjenu za "nepojavljivanje na raspravi". Tužiteljstvo je istaknulo da novac koji mu je plaćen zapravo pripada Winehouse, ali da je ona izašla sa sastanka kada se dogovaralo plaćanje mita, jer je morala otići na dodjelu nagrada.
Winehouse je viđena s glumcem u usponu Joshom Bowmanom tijekom praznika u Saint Luciji ranog siječnja 2009. godine i izjavila: "Ponovno sam zaljubljena i ne trebam droge." Komentirala je da se "cijeli brak svodio na konzumiranje droga" i da "trenutno zaboravljam da sam uopće udana." 12. siječnja njezin glasnogovornik potvrdio je da su "papiri zaprimljeni" za koje je odvjetnik Fieldera-Civila tvrdio da su papiri za razvod podnešeni zbog optužbi o njezinom preljubu. 25. veljače Blake Fielder-Civil je izjavio da namjerava nastaviti s planom razvoda te započeti novi život, bez droga. U ožujku Winehouse je u jednom magazinu izjavila: "Još uvijek volim Blakea i želim da se zajedno sa mnom preseli u moju novu kuću - to je cijelo vrijeme bio moj plan... Neću mu dati razvod. On je muška verzija mene i savršeni smo jedno za drugo." Razvod je odobren 16. srpnja 2009. godine, a brak je okončan 28. kolovoza 2009. godine. Po vlastitom zahtjevu, Fielder-Civil nije dobio nikakav novac za razvod. Dvije godine prije svoje smrti Amy Winehouse izlazila je s redateljem Regom Travissom.

### Zloporaba droga i problemi s mentalnim zdravljem
Bitke Amy Winehouse sa zlouporabom droge privlačile su veliku pozornost medija. 2005. godine prolazila je kroz razdoblje pijančevanja, teške ovisnosti o drogama, nasilnih raspoloženja i gubitka kilograma; oni koji su je vidjeli krajem te i početkom 2006. godine izjavili su da se pjevačica polagano vraća sebi u čemu joj uvelike pomaže pisanje albuma Back to Black. Njezina obitelj vjeruje da ju je smrt bake, koja joj je bila velika potpora, sredinom 2006. godine bacila u ovisnost. U kolovozu 2007. godine Winehouse je otkazala nekoliko nastupa u Velikoj Britaniji i Europi, a kao razlog navela iscrpljenost i loše zdravlje. Tijekom tog perioda nalazila se u bolnici, a kao razlog su navedeni predoziranje heroinom, ekstazijem, kokainom, ketaminom i alkoholom. U raznim intervjuima priznala je da ima problema sa samom sobom, depresijom i poremećajem u prehrani.
Winehouse je izjavila jednom magazinu da su droge glavni krivac njezinog boravka u bolnici te nadodala: "Zbilja sam mislila da je sve to iza mene." Ubrzo nakon toga njezin otac je komentirao da kada se pojavljivao u javnosti i iznosio njezine probleme zapravo je koristio medije, jer se činilo da je to jedini način kako doprijeti do nje. U intervjuu na britanskoj televiziji, Winehouse je rekla da pati od manične depresije, a ne da je alkoholičar te nadodala da to zvuči kao "alkoholičar koji niječe svoju ovisnost". Američki novinar napisao je da je Winehouse "žrtva mentalne bolesti u društvu koje ne razumije ili ne zna odgovoriti na mentalnu bolest".
Na Internetu i u tabloidima 2. prosinca 2007. godine osvanule su fotografije pjevačice ispred njezinog doma u ranim jutarnjim satima na kojima je bosa te nosi samo grudnjak i traperice. Njezin glasnogovornik je u službenoj izjavi optužio paparazzije za incident. Također je istaknuo da se pjevačica nalazi u posebnom programu kojeg nadgledaju doktori te da se sa svojim problemima bori na način da piše nove pjesme. Britanski tabloid The Sun objavio je video isječak na kojem navodno Amy Winehouse puši kokain i govori kako je uzela ekstazi i valijum. Njezin otac doselio je k njoj, a izdavačka kuća Island Records objavila ukidanje planova za američku promociju u njezino ime. Krajem siječnja 2008. godine Winehouse se navodno prijavila u rehabilitacijski centar na program u trajanju od dva tjedna.
23. siječnja 2008. godine video isječak poslan je policiji koja ju je o istome ispitivala 5. veljače. Optužbe nisu podignute. 26. ožujka 2008. godine njezin glasnogovornik je izjavio da se ona "osjeća dobro" i opovrgnuo navode britanskog tabloida koji je tvrdio da se razmišlja o njezinom povratku rehabilitaciji. Izdavačka kuća navodno je vjerovala da se njezino poboljšanje ipak činilo krhkim. Do kraja travnja 2008. godine njezino nestalno ponašanje, uključujući i optužbu za napad, prouzrokovalo je strah da je rehabilitacija bila neuspješna te dovela do ponovnih pokušaja njezinog oca i menadžera da joj pokušaju pomoći. Njezin razbarušeni izgled tijekom nastupa u jednom klubu u rujnu doveo je do novih spekulacija o njezinom kolapsu. Fotografi su izjavljivali da se činilo da pjevačica ima posjekotine na rukama i nogama.
Prema njezinom liječniku, Winehouse je prestala sa zloporabom droga 2008. godine. U intervjuu iz listopada 2010. godine Winehouse je pričala o svojoj odluci da završi s drogama: "Jednostavno sam se jednog dana probudila i rekla da ne želim to više konzumirati." Alkoholizam se pojavio kao problem nakon što je Winehouse nekoliko tjedana bila na otriježnjenju, ali onda posustala. Doktor je izjavio da je pjevačica uzimala Librium za odvikavanje od alkohola i tjeskobe te odlazila kod psihologa i psihijatra na razgovore tijekom 2010. godine, ali je odbijala punu terapiju.

### Nasilje i problemi sa zakonom
Winehouse je 2006. godine priznala da je udarila obožavatelja u lice nakon što ju je ovaj kritizirao što se udala za Blakea Fieldera-Civila. Nakon toga napala je i vlastitog supruga koji ju je pokušao smiriti, udarivši ga u prepone.
U listopadu 2007. godine Winehouse i njezin tadašnji suprug su uhićeni u gradu Bergen u Norveškoj za posjedovanje sedam grama marihuane. Par je kasnije pušten i kažnjen novčanom kaznom od 350 Eura. Winehouse se u početku žalila na iznos, navodeći da je bila prisiljena na priznanje, ali kasnije je odustala od svega.
26. travnja 2008. godine Winehouse je kažnjena nakon što je policiji priznala da je ošamarila 38-godišnjeg muškarca. Dobrovoljno se predala i zadržana je u policiji preko noći. Policija je izjavila da u trenutku dolaska ona "nije bila u normalnom stanju" za davanje iskaza. Winehouse je ponovno uhićena 7. svibnja 2008. godine zbog sumnje u posjedovanje droge nakon što je policija dobila objavljeni video na kojem ona navodno puši krak kokain, ali je puštena uz jamčevinu nekoliko sati nakon uhićenja zbog toga što nikako nisu mogli dokazati iz video isječka što ona zapravo puši. Kao reakcija na ovu odluku pamti se izjava šefa policije Johna O'Connora koji je rekao da je "apsolutni skandal to što se ništa ne može napraviti u vezi pjevačice koja se zakonu smije u lice". Neki članovi Parlamenta također su reagirali negativno na odluku policije. Kasnije su dvojica stanovnika Londona uhićena i optužena za nabavu kokaina i ekstazija za Amy Winehouse. Jedan je optužen na dvije godine zatvora 13. prosinca 2008. godine, dok je drugi dobio dvije godine dobrovoljnog rada u zajednici.
Winehouse je ponovno uhićena 5. ožujka 2009. godine i optužena za fizički napad na ženu koju je udarila u oko u rujnu 2008. godine za vrijeme bala u dobrotvornoj ustanovi. U isto vrijeme kružile su glasine da je pljunula poznatu članicu visokog društva Pippu Middleton te da je glavom udarila jednog fotografa. Njezin glasnogovornik objavio je da je pjevačica otkazala nastup na festivalu Coachella u SAD-u "zbog trenutačnih problema sa zakonom". Sredinom ožujka Winehouse se pojavila na sudu pod svojim pravim imenom, Amy Jade Civil, te izjavila da se ne osjeća krivom. Suđenje je započelo 23. srpnja, a tužitelj Lyall Thompson izjavio je da njezino ponašanje označava "namjerno i neopravdano nasilje", a sve pod utjecajem alkohola i drugih supstanci. Sharene Flash je svjedočila da ju je Winehouse "snažno udarila u desno oko sa svojom desnom šakom." Winehouse je izjavila da ju nije udarila već da ju je pokušala odgurnuti od sebe, jer je se bojala. Kao razloge svoje bojažljivosti od Flash, Winehouse je istaknula svoj strah od toga da će žena prodati priču tabloidima, strah od njezine visine i njezino arogantno ponašanje. 24. srpnja okružni sudac Timothy Workman donio je oslobađajuću presudu za Winehouse. Workman je svoju odluku obrazložio da samo dvoje svjedoka nije bilo pod utjecajem opijata u vrijeme događaja, te da medicinski izvještaji nisu pokazivali uobičajene ozljede kakve se događaju pri namjernom udarcu šake u oko.
Pod istim optužbama Winehouse je ponovno uhićena 19. prosinca 2009. godine. Winehouse je napala menadžera Milton Keynes kazališta nakon što ju je ovaj zamolio da se digne sa svoje stolice. 20. siječnja 2010. godine priznala je da je odgovorna za napad i neprikladno ponašanje. Dobila je dvije godine uvjetne kazne te nalog da plati 85 dolara za sudske troškove te još 100 dolara kao kompenzaciju čovjeku kojeg je napala.

### Respiratorni problemi
Publicist Amy Winehouse je 23. lipnja 2008. godine ispravio ranije navode Mitcha Winehousea o tome da njegova kći boluje od emfizema u ranoj fazi i naglasio da ona samo pokazuje simptome koji mogu voditi do rane faze te bolesti. Mitch Winehouse također je izjavio da pluća njegove kćerke rade tek na 70% kapaciteta i da joj srce ne kuca pravilno. Naglasio je da su ti problemi posljedica njezine ovisnosti o pušenju krak kokaina te istaknuo da ju liječnici upozoravaju da će, u slučaju da nastavi s pušenjem kokaina, bit prisiljena nositi masku s kisikom i na koncu umrijeti. U intervjuu na radiju Mitch Winehouse je rekao da pjevačica "fantastično" reagira na tretmane koji uključuju nikotinske flastere. Glasnogovornik iz britanskog Zavoda za plućna oboljenja Keith Prowse rekao je da se njezino stanje može liječiti. Također je naglasio da takvo stanje nije normalno za osobu njezinih godina, ali da "učestalo pušenje i inhaliranje drugih supstanci kao što su droge može dovesti do plućnih bolesti u ranom životnom dobu." Norman H. Edelman iz američkog Zavoda za plućne bolesti objasnio je da bi zbog prestanka pušenja njezina pluća mogla funkcionirati kao kod normalne osobe, ali ako nastavi s pušenjem sve bi moglo dovesti do brze propasti. Fotografije pjevačice s cigaretom u ustima snimljene 23. lipnja 2008. godine privlačile su veliku pozornost medija.
Iz londonske klinike Winehouse je puštena 24 sata nakon što se vratila s odmora kako bi nastupila na 90. rođendanu Nelsona Mandele te održala koncert u Glastonburyju, ali je nastavila s tretmanom kao vanjski pacijent. U srpnju 2008. godine Winehouse je izjavila da joj je dijagnosticiran emfizem te naglasila kako se oporavlja "jedući hrpu zdrave hrane, puno spavajući, svirajući gitaru, stvarajući glazbu i pišući pisma svom mužu svakoga dana". U svom stanu također je imala i okomiti solarij. Winehouse je obavila pregled pluća i prsa 25. listopada 2008. godine u londonskoj klinici zbog navodne plućne infekcije. Non-stop je dolazila i odlazila iz ustanove uz pismeno dopuštenje kako bi mogla što bolje organizirati vlastiti raspored. U bolnicu se vratila 23. studenog 2008. godine zbog navodne loše reakcije na lijekove.

## Smrt
Tjelohranitelj Amy Winehouse izjavio je da je u njezinu rezidenciju stigao tri dana prije njezine smrti i osjetio da se pjevačica nalazi u alkoholiziranom stanju. Tijekom sljedećih par dana svjedočio je njezinom učestalom opijanju. Izjavio je da se "smijala, slušala glazbu i gledala televiziju u dva sata ujutro na dan svoje smrti." Prema iskazu tjelohranitelja oko deset sati ujutro vidio je pjevačicu kako leži na krevetu i neuspješno je pokušao probuditi. To mu nije bilo nimalo sumnjivo budući je pjevačica obično spavala do kasno ako je bila budna do ranih jutarnjih sati. Nešto malo poslije tri sata popodne, tjelohranitelj ju je ponovno došao provjeriti i ustanovio da pjevačica leži u istom položaju kao i ranije pa joj se približio i vidio da ne diše i da nema puls. Tvrdio je da je odmah pozvao hitnu pomoć. U 3:54 sati poslije podne po londonskom vremenu, 23. srpnja 2011. godine, dvoja kola hitne pomoći pozvana su u dom Amy Winehouse u Camdenu u Londonu. Proglašena je mrtvom na mjestu događaja. Ubrzo potom policija je i službeno objavila smrt pjevačice. Nakon što je njezina smrt službeno proglašena, odmah su se ispred kuće pojavili mediji i kamere, a vjerni obožavatelji su se okupljali ispred njezine rezidencije kako bi joj odali počast. Forenzičari su ušli u stan nakon što ga je policija u potpunosti ogradila. Policija je pronašla jednu malu i dvije velike boce votke u njezinoj sobi.
Istraga forenzičara ukazivala je na slučajnu smrt. U izvještaju koji je objavljen 26. listopada 2011. godine stoji da je razina alkohola u krvi Amy Winehouse u trenutku njezine smrti bila 416 mg/dl što je pet puta više od dozvoljene. Glavni istražitelj je izjavio: "Nenamjerna posljedica takve potencijalno fatalne razine alkohola bila je njezina iznenadna smrt."
Izdavačka kuća Amy Winehouse, Universal Republic, poslala je službenu objavu za medije: "Duboko smo ožalošćeni naglim gubitkom tako talentirane glazbenice, umjetnice i pjevačice." Mnogi glazbeni umjetnici odali su počast pjevačici među kojima su U2, M.I.A., Lady Gaga, Mutya Buena, Bruno Mars, Nicki Minaj, Keisha Buchanan, Rihanna, George Michael, Adele, Kelly Clarkson, Courtney Love te američki punk rock sastav Green Day koji je napisao pjesmu u njezinu čast imena "Amy".
Obitelj i prijatelji otišli su na sprovod Amy Winehouse 26. srpnja 2011. godine na groblju Edgwarebury Lane u sjevernom Londonu. Njezina otac i majka, Janis i Mitch Winehouse, bliska prijateljica Kelly Osbourne, producent Mark Ronson i njezin dečko Reg Traviss bili su među onima koji su se nalazili na privatnoj molitvi koju je predvodio rabin Frank Hellner. Njezin otac održao je posmrtni govor rekavši: "Laku noć moj anđele, čvrsto spavaj. Mama i tata te puno vole." S pjesmom "So Far Away" u izvedbi Carole King uz koju su ožalošćeni zapjevali pogreb je završio. Pjevačica je kasnije kremirana u krematoriju Golders Green. Njezini roditelji osnovali su Zakladu u njezino ime kako bi pomogli svima onima koji imaju problema s ovisnošću o drogi.

## Diskografija
Studio albumi:
- Frank (2003.)
- Back to Black (2006.)

Postumni albumi:
- Lioness: Hidden Treasures (2011.)

## Nagrade i nominacije
Među nagradama i priznanjima za album Frank, Amy Winehouse osvojila je nagradu Ivor Novello za najbolju suvremenu pjesmu ("Stronger Than Me"), nominaciju za BRIT nagradu za najbolju solo pjevačicu te uključenje u knjigu autora Roberta Dimeryja iz 2006. godine 1001 glazbeni album kojeg morate preslušati prije smrti. Album Back to Black također je osvojio mnogobrojne nominacije, uključujući dvije za BRIT nagradu (najbolja ženska izvođačica i najbolji britanski album), šest nominacija za nagradu Grammy (uključujući 5 osvojenih), četiri nominacije za nagradu Ivor Novello, četiri nominacije za MTV Europe Music Awards, tri nominacije za World Music Awards te nominaciju za nagradu Mercury u kategoriji najboljeg albuma godine i nominaciju za MOBO nagradu u kategoriji najbolje britanske pjevačice. Tijekom svoje karijere, Winehouse je sveukupno osvojila 23 nagrade i 60 nominacija.

## Vanjske poveznice
- Amy Winehouse skupljene vijesti i komentari u New York Timesu
- New York Times fashion retrospective
- Slide Show  Arhivirana inačica izvorne stranice od 24. travnja 2012. (Wayback Machine) u magazinu Rolling Stone
- Video klipovi u Island Records na web stranici YouTube
- Službeni video spot Amy Winehouse dok izvodi pjesmu Back to Black uživo